# Coupe du monde de VTT 2015
Navigation
2014 2016
La Coupe du monde de VTT 2015 est la 25e édition de la Coupe du monde de VTT. Cette édition comprend deux disciplines : cross-country et descente. Le cross-country eliminator n'ayant pas réussi à attirer les meilleurs coureurs de cross-country, n'est plus au programme. Le cross-country comporte six manches soit une de moins que la descente.

## Cross-country

### Hommes

#### Élites
| # | Date      | Lieu             | Vainqueur        | Deuxième       | Troisième        | Leader du général |
| - | --------- | ---------------- | ---------------- | -------------- | ---------------- | ----------------- |
| 1 | 24 mai    | Nove mesto       | Jaroslav Kulhavý | Nino Schurter  | Julien Absalon   | Jaroslav Kulhavý  |
| 1 | 24 mai    | Nove mesto       | 1 h 33 min 27 s  | + 24 s         | + 1 min 16 s     | Jaroslav Kulhavý  |
| 2 | 31 mai    | Albstadt         | Julien Absalon   | Nino Schurter  | Jaroslav Kulhavý | Julien Absalon    |
| 2 | 31 mai    | Albstadt         | 1 h 30 min 36 s  | + 11 s         | + 1 min 13 s     | Julien Absalon    |
| 3 | 5 juillet | Lenzerheide,     | Jaroslav Kulhavý | Nino Schurter  | Ondrej Cink      | Jaroslav Kulhavý  |
| 3 | 5 juillet | Lenzerheide,     | 1 h 29 min 00 s  | + 33 s         | + 1 min 47 s     | Jaroslav Kulhavý  |
| 4 | 2 août    | Mont-Sainte-Anne | Nino Schurter    | Julien Absalon | Florian Vogel    | Nino Schurter     |
| 4 | 2 août    | Mont-Sainte-Anne | 1 h 27 min 19 s  | + 14 s         | + 1 min 35 s     | Nino Schurter     |
| 5 | 9 août    | Windham          | Nino Schurter    | Julien Absalon | Manuel Fumic     | Nino Schurter     |
| 5 | 9 août    | Windham          | 1 h 30 min 55 s  | + 4 s          | + 27 s           | Nino Schurter     |
| 6 | 23 août   | Val di Sole      | Nino Schurter    | Julien Absalon | Florian Vogel    | Nino Schurter     |
| 6 | 23 août   | Val di Sole      | 1 h 27 min 38 s  | + 5 s          | + 22 s           | Nino Schurter     |

| Pos | Cycliste          | Pts  |
| --- | ----------------- | ---- |
| 1.  | Nino Schurter     | 1350 |
| 2.  | Julien Absalon    | 1110 |
| 3.  | Jaroslav Kulhavý  | 932  |
| 4.  | Florian Vogel     | 784  |
| 5.  | Mathias Flückiger | 724  |
| 6.  | Manuel Fumic      | 695  |
| 7.  | Maxime Marotte    | 584  |
| 8.  | Sergio Mantecon   | 553  |
| 9.  | Lukas Flückiger   | 540  |
| 10. | Ralph Näf         | 517  |

#### Espoirs
| # | Date      | Lieu             | Vainqueur       | Deuxième        | Troisième          | Leader du général |
| - | --------- | ---------------- | --------------- | --------------- | ------------------ | ----------------- |
| 1 | 24 mai    | Nove mesto       | Lars Forster    | Pablo Rodriguez | Andri Frischknecht | Lars Forster      |
| 2 | 31 mai    | Albstadt         | Pablo Rodriguez | Romain Seigle   | Lars Forster       | Pablo Rodriguez   |
| 3 | 5 juillet | Lenzerheide      | Lars Forster    | Titouan Carod   | Howard Grotts      | Lars Forster      |
| 4 | 2 août    | Mont-Sainte-Anne | Titouan Carod   | Howard Grotts   | Victor Koretzky    | Pablo Rodriguez   |
| 5 | 9 août    | Windham          | Victor Koretzky | Titouan Carod   | Pablo Rodriguez    | Pablo Rodriguez   |
| 6 | 23 août   | Val di Sole      | Grant Ferguson  | Titouan Carod   | Howard Grotts      | Titouan Carod     |

| Pos | Coureur            | Pts |
| --- | ------------------ | --- |
| 1.  | Titouan Carod      | 362 |
| 2.  | Pablo Rodriguez    | 332 |
| 3.  | Howard Grotts      | 295 |
| 4.  | Lars Forster       | 288 |
| 5.  | Victor Koretzky    | 252 |
| 6.  | Grant Ferguson     | 220 |
| 7.  | Anton Cooper       | 187 |
| 8.  | Andri Frischknecht | 174 |
| 9.  | Romain Seigle      | 170 |
| 10. | Samuel Gaze        | 114 |

### Femmes

#### Élites
| # | Date      | Lieu             | Vainqueur              | Deuxième          | Troisième              | Leader du général            |
| - | --------- | ---------------- | ---------------------- | ----------------- | ---------------------- | ---------------------------- |
| 1 | 24 mai    | Nove mesto       | Jolanda Neff           | Gunn-Rita Dahle   | Pauline Ferrand-Prévot | Jolanda Neff                 |
| 2 | 31 mai    | Albstadt         | Jolanda Neff           | Gunn-Rita Dahle   | Catharine Pendrel      | Jolanda Neff                 |
| 3 | 5 juillet | Lenzerheide,     | Gunn-Rita Dahle        | Lea Davison       | Catharine Pendrel      | Jolanda Neff Gunn-Rita Dahle |
| 4 | 2 août    | Mont-Sainte-Anne | Jolanda Neff           | Catharine Pendrel | Pauline Ferrand-Prévot | Jolanda Neff                 |
| 5 | 9 août    | Windham          | Pauline Ferrand-Prévot | Jolanda Neff      | Annika Langvad         | Jolanda Neff                 |
| 6 | 23 août   | Val di Sole      | Annika Langvad         | Jolanda Neff      | Irina Kalentieva       | Jolanda Neff                 |

| Pos | Coureuse               | Pts  |
| --- | ---------------------- | ---- |
| 1.  | Jolanda Neff           | 1300 |
| 2.  | Gunn-Rita Dahle        | 910  |
| 3.  | Lea Davison            | 820  |
| 4.  | Catharine Pendrel      | 816  |
| 5.  | Irina Kalentieva       | 730  |
| 6.  | Annika Langvad         | 728  |
| 7.  | Emily Batty            | 723  |
| 8.  | Maja Włoszczowska      | 720  |
| 9.  | Pauline Ferrand-Prévot | 570  |
| 10. | Helen Grobert          | 555  |

#### Espoirs
| # | Date      | Lieu             | Vainqueur      | Deuxième          | Troisième         | Leader du général |
| - | --------- | ---------------- | -------------- | ----------------- | ----------------- | ----------------- |
| 1 | 24 mai    | Nove mesto       | Jenny Rissveds | Margot Moschetti  | Kate Courtney     | Jenny Rissveds    |
| 2 | 31 mai    | Albstadt         | Jenny Rissveds | Alessandra Keller | Kate Courtney     | Jenny Rissveds    |
| 3 | 5 juillet | Lenzerheide      | Jenny Rissveds | Ramona Forchini   | Lisa Rabensteiner | Jenny Rissveds    |
| 4 | 2 août    | Mont-Sainte-Anne | Jenny Rissveds | Alessandra Keller | Alice Barnes      | Jenny Rissveds    |
| 5 | 9 août    | Windham          | Jenny Rissveds | Margot Moschetti  | Lisa Rabensteiner | Jenny Rissveds    |
| 6 | 23 août   | Val di Sole      | Jenny Rissveds | Alessandra Keller | Lisa Rabensteiner | Jenny Rissveds    |

| Pos | Coureur           | Pts |
| --- | ----------------- | --- |
| 1.  | Jenny Rissveds    | 540 |
| 2.  | Alessandra Keller | 350 |
| 3.  | Lisa Rabensteiner | 273 |
| 4.  | Kate Courtney     | 265 |
| 5.  | Margot Moschetti  | 237 |
| 6.  | Ramona Forchini   | 185 |
| 7.  | Alice Barnes      | 169 |
| 8.  | Andrea Waldis     | 91  |
| 9.  | Malene Degn       | 86  |
| 10. | Emilie Collomb    | 83  |

## Descente

### Hommes

#### Élites
| # | Date      | Lieu              | Vainqueur      | Deuxième      | Troisième         | Leader du général |
| - | --------- | ----------------- | -------------- | ------------- | ----------------- | ----------------- |
| 1 | 12 avril  | Lourdes,          | Aaron Gwin     | Loïc Bruni    | Michael Jones     | Loïc Bruni        |
| 2 | 7 juin    | Fort William,     | Greg Minnaar   | Aaron Gwin    | Marcelo Gutierrez | Aaron Gwin        |
| 3 | 14 juin   | Leogang,          | Aaron Gwin     | Connor Fearon | Rémi Thirion      | Aaron Gwin        |
| 4 | 4 juillet | Lenzerheide,      | Greg Minnaar   | Loïc Bruni    | Dean Lucas        | Aaron Gwin        |
| 5 | 1er août  | Mont-Sainte-Anne, | Josh Bryceland | Loïc Bruni    | Troy Brosnan      | Aaron Gwin        |
| 6 | 8 août    | Windham,          | Aaron Gwin     | Greg Minnaar  | Loris Vergier     | Aaron Gwin        |
| 7 | 22 août   | Val di Sole,      | Aaron Gwin     | Loïc Bruni    | Troy Brosnan      | Aaron Gwin        |

| Pos | Coureur           | Pts  |
| --- | ----------------- | ---- |
| 1.  | Aaron Gwin        | 1329 |
| 2.  | Loïc Bruni        | 1059 |
| 3.  | Troy Brosnan      | 1013 |
| 4.  | Greg Minnaar      | 1006 |
| 5.  | Josh Bryceland    | 836  |
| 6.  | Gee Atherton      | 760  |
| 7.  | Danny Hart        | 624  |
| 8.  | Marcelo Gutierrez | 604  |
| 9.  | Samuel Blenkinsop | 546  |
| 10. | Brook MacDonald   | 542  |

#### Juniors
| # | Date      | Lieu              | Vainqueur        | Deuxième          | Troisième         | Leader du général |
| - | --------- | ----------------- | ---------------- | ----------------- | ----------------- | ----------------- |
| 1 | 12 avril  | Lourdes,          | Andrew Crimmins  | Laurie Greenland  | Jackson Frew      | Andrew Crimmins   |
| 2 | 7 juin    | Fort William,     | Laurie Greenland | Andrew Crimmins   | Martin Maes       | Laurie Greenland  |
| 3 | 14 juin   | Leogang,          | Andrew Crimmins  | Jacob Dickson     | Laurie Greenland  | Andrew Crimmins   |
| 4 | 4 juillet | Lenzerheide,      | Laurie Greenland | Andrew Crimmins   | Alex Marin Trillo | Andrew Crimmins   |
| 5 | 1er août  | Mont-Sainte-Anne, | Laurie Greenland | Alex Marin Trillo | Andrew Crimmins   | Laurie Greenland  |
| 6 | 8 août    | Windham,          | Laurie Greenland | Jacob Dickson     | Neil Stewart      | Laurie Greenland  |
| 7 | 22 août   | Val di Sole,      | Loris Revelli    | Jacob Dickson     | Laurie Greenland  | Laurie Greenland  |

| Pos | Coureur           | Pts |
| --- | ----------------- | --- |
| 1.  | Laurie Greenland  | 320 |
| 2.  | Andrew Crimmins   | 245 |
| 3.  | Jacob Dickson     | 168 |
| 4.  | Alex Marin Trillo | 144 |
| 5.  | Loris Revelli     | 141 |
| 6.  | Neil Stewart      | 118 |
| 7.  | Thibault Laly     | 113 |
| 8.  | Jackson Frew      | 90  |
| 9.  | Charlie Harrison  | 70  |
| 10. | Martin Maes       | 60  |

### Femmes
| # | Date      | Lieu              | Vainqueur       | Deuxième        | Troisième       | Leader du général |
| - | --------- | ----------------- | --------------- | --------------- | --------------- | ----------------- |
| 1 | 12 avril  | Lourdes,          | Emmeline Ragot  | Rachel Atherton | Myriam Nicole   | Emmeline Ragot    |
| 2 | 7 juin    | Fort William,     | Rachel Atherton | Tahnée Seagrave | Emmeline Ragot  | Rachel Atherton   |
| 3 | 14 juin   | Leogang,          | Rachel Atherton | Tahnée Seagrave | Emmeline Ragot  | Rachel Atherton   |
| 4 | 4 juillet | Lenzerheide,      | Rachel Atherton | Manon Carpenter | Tracey Hannah   | Rachel Atherton   |
| 5 | 1er août  | Mont-Sainte-Anne, | Rachel Atherton | Manon Carpenter | Myriam Nicole   | Rachel Atherton   |
| 6 | 8 août    | Windham,          | Rachel Atherton | Manon Carpenter | Tahnée Seagrave | Rachel Atherton   |
| 7 | 22 août   | Val di Sole,      | Rachel Atherton | Myriam Nicole   | Manon Carpenter | Rachel Atherton   |

| Pos | Coureuse            | Pts  |
| --- | ------------------- | ---- |
| 1.  | Rachel Atherton     | 1660 |
| 2.  | Manon Carpenter     | 1079 |
| 3.  | Tahnée Seagrave     | 986  |
| 4.  | Tracey Hannah       | 907  |
| 5.  | Emmeline Ragot      | 785  |
| 6.  | Myriam Nicole       | 670  |
| 7.  | Morgane Charre      | 642  |
| 8.  | Casey Brown         | 536  |
| 9.  | Emilie Siegenthaler | 521  |
| 10. | Katy Curd           | 489  |